# Havat Gilad
Havat Gilad, en hébreu : חַוַּת גִּלְעָד, est un avant-poste israélien, situé en Cisjordanie. Administrativement, il fait partie du conseil régional de Shomron, dans le district de Judée et Samarie. Il est fondé en 2002 et regroupe une quarantaine de familles. L'avant-poste a été démantelé à plusieurs reprises, mais les colons sont revenus et l'ont rétabli.
Le 4 février 2018, le gouvernement israélien indique qu'il autorise l'avant-poste d'Havat Gilad à se raccorder à l'électricité et à l'eau annonçant qu'il ne serait plus considéré comme un avant-poste et deviendrait une colonie au sein du district de Judée et Samarie,.

## Histoire
Havat Gilad, l'un des 90 avant-postes israéliens construits en Cisjordanie, sans autorisation officielle du gouvernement israélien, est situé sur une terre qui serait la propriété privée de Moshe Zar (en), un religieux sioniste et ami de longue date de l'ancien Premier ministre Ariel Sharon. Il a affirmé avoir acheté des terres de Cisjordanie à des Palestiniens, depuis 1979. Un certain nombre de Palestiniens l'ont poursuivi en justice en affirmant qu'il avait falsifié des contrats. Son fils, Gilad, est abattu en 2001. À la suite de ce meurtre, Moshe Zar fait la promesse de fonder six colonies à la mémoire de son fils, une pour chaque lettre de son nom.
En février 2011, l'avant-poste est démoli. Les tentatives de reconstructions et d'expansion sont contestées par les villageois palestiniens de Jit. Ceux-ci affirment que les habitants de l'avant-poste se sont installées sur des terres palestiniennes privées. L' administration civile israélienne a examiné la plainte, déclarant que « la plupart des terres de la région sont des terres palestiniennes privées ».

## Événements relatifs à l'avant-poste
Plusieurs incidents violents ont impliqué des colons de Havat Gilad. Le 16 octobre 2002, des journalistes couvrant une évacuation, supposée tranquille, de l'avant-poste, sont attaqués par des colons. Le 19 octobre 2002, un millier de colons s'opposent aux forces de police et de l'armée venues pour raser l'avant-poste. Au cours des deux jours de confrontations, 46 policiers, des dizaines de soldats et de colons sont blessés. Quinze personnes sont arrêtées puis libérées quelques jours plus tard. Certains des colons de retour à l'avant-poste, dès le lendemain, érigent des structures temporaires qui sont démantelées une semaine plus tard, mais les colons reviennent sur le site quelques heures plus tard. En novembre, les forces de sécurité décident de porter plainte contre douze des manifestants. En 2004, la police arrête un colon, après que des colons armés de l'avant-poste aient ouvert le feu sur des bergers d'un village palestinien voisin.

## Situation juridique
En application de la IVe Convention de Genève dans les Territoires palestiniens, la communauté internationale, considère comme illégales, les colonies israéliennes de Cisjordanie, au regard du droit international mais le gouvernement israélien conteste ce point de vue.

## Source de la traduction
- (en) Cet article est partiellement ou en totalité issu de l’article de Wikipédia en anglais intitulé « Havat Gilad » (voir la liste des auteurs).